# 이효균
이효균(1988년 3월 12일 ~ )은 대한민국의 축구 선수이며, 내셔널리그 경주 한국수력원자력의 선수이다.

## 축구인 생활

### 선수 생활
2011년 신인 드래프트를 통해 번외지명으로 경남 FC에 입단하였다. 2012년 FA로 풀려 인천 유나이티드에 입단하였다.
2015년 2월, FC 안양으로 1년 간 임대되었다. 2015년 3월 21일 열린 수원 FC와의 K리그 챌린지 개막전에서 안양 입단 후 첫 골을 기록했다. 하지만 2015년 7월, 인천으로 조기 복귀하였다. FA컵 2015 결승전에 출전했으며 이 경기에서 동점골을 기록했다. 하지만 팀은 3-1로 패배하며 준우승에 그쳤다.
2016년 5월 22일, 광주 FC와의 경기에서 박동진의 얼굴을 팔꿈치로 가격하고 즉시 퇴장당했고, 사후 징계를 받기도 했다.
2016년 7월 1일, 부천 FC 1995로 임대 이적하였다.
2019시즌을 앞두고 내셔널리그의 경주 한국수력원자력으로 이적했다.